# 陳幹

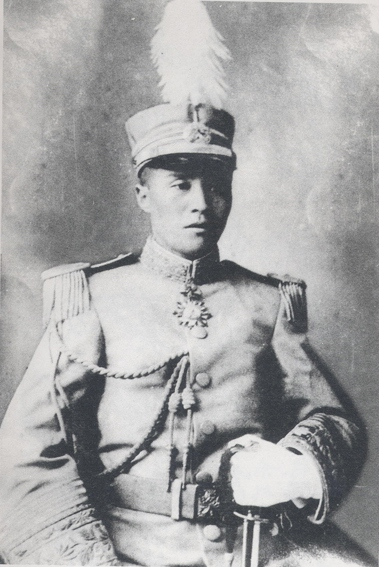

陈幹（1881年—1927年8月18日）原名贵川，字明侯，山东昌邑白塔村人，中国民主革命家，中华民国军事将领。

## 生平
陈幹16岁时因家庭贫困而失学，赴中国东北谋生。1901年5月，他到北京参军。其间，他被《京话日报》主笔彭翼仲推荐到锦州任演说员。1904年，在东三省随赵尔巽学习军务。1905年，陈幹结识了辽阳城守尉德仲克，经德仲克帮助，陈幹成立了讲报社、八旗学堂，陈幹任八旗学堂校长，请商震、蒋卫平等来校任教，宣传革命思想。
1906年正月，陈幹赴日本观看兵操，同时参加中国同盟会。东三省中国同盟会在高丽门外郭家店准备起义，但事泄，赵尔巽派一个营围捕，陈幹、商震等逃往辽阳。
1907年，陈幹自中国东北返回山东，秘密宣传革命，并发展了吕子人、李长庚、陈希孟、萧香坡等人参加中国同盟会。 1908年，陈幹、刘冠三等人在青岛创办震旦公学，该校成为山东革命党人的机关。1909年秋，清政府勾通德国，查封了震旦公学，陈幹回长春。十月，陈幹在长春成立山东同乡会，该会内附设山东路矿研究所。
1910年春，熊成基奉孙中山、黄兴之命，联络陈幹、蒋卫平、商震等，密谋举行反清起义，但因被出卖，熊成基等人在哈尔滨被捕。辛亥革命爆发后，陈幹奉命赴浦口联络柏烈武，淮军同山东民军联合成立淮泗讨虏军，陈幹被陆军总长黄兴任命为山东民军统领。1912年南京临时政府成立后，陈幹获授少将。光复徐州后，陈幹所部改编为第三十九混成旅，陈幹任少将旅长。袁世凯接任中华民国临时大总统后，陈幹于1913年上书袁世凯，辞去旅长职务，将第三十九混成旅解散。 
1914年，陈幹回到家乡后著《陈氏家乘》、《倥偬集》、《诗选》等。彭翼仲、杭辛离、刘冠三、于恩波等为《陈氏家乘》作序、跋。吴敬恒为《倥偬集》作序。陈幹还修建家祠，廖仲恺、宋教仁、章太炎为该家祠碑题词。
1917年，陈幹任山东政务厅厅长，1918年辞职，寓居青岛。 1922年9月5日，黎元洪任命陈幹为鲁案中日联合委员会第一部委员，交涉日本归还山东问题。陈幹、王正廷等四人为中方正式谈判代表。1922年12月1日，日本将青岛交还中国。康有为为陈幹题词“鲁案砥柱。”
1923年4月，陈幹开始调查威案，但后来威案成为悬案，威海直到1933年才交还中国。1925年，陈幹辞职回家乡。1926年11月至12月间，陈幹离开家乡，赴南昌拜见国民革命军总司令蒋介石，获任命为军部参议。1927年，时任第二支队司令的陈幹率部攻克韩庄、枣庄，进入山东。但后来南京国民政府命令正在不断取胜的陈幹撤军返回南京。回到南京后，陈幹随即被逮捕关押在南京模范监狱。
1927年8月18日，陈幹被新桂系枪决，享年46岁。
1937年七七事变前，商震为陈幹立墓碑，墓碑正面书“故陆军中将陈公明侯纪念碑”，侧面分别书“浩气长存”、“英风宛在”，背面为商震所写碑文。

## 著作
- 《欧战拾遗》
- 《旅大问题汇纂》
- 《鲁案》
- 《威案》
- 《青岛案》
- 《庭语》
- 《家庭琐言》
- 《倥偬集》
- 《陈氏家乘》
- 《经国文钞》
- 《诗集》[1]